# 民族民主共产主义
民族民主共产主义（波蘭語：endokomuna或komunoendecja）是一个用来描述波兰统一工人党（波兰人民共和国的执政党）内部某种意识形态的术语。该词最初用于指称该党内的一个派系，如今也用于描述这一意识形态成为波兰事实上的主导意识形态的历史时期。术语“民族民主共产主义”由“民族民主”（Endecja）和“公社”（komuna，指代“共产主义”）两个词拼合而成。它被形容为“威权主义式共产主义和沙文主义民族主义倾向的奇特结合”。民族民主共产主义体现为一种教条化的马克思列宁主义（即反对去斯大林化），与战前民族民主派的极端民族主义和社会保守主义相结合。作为一种意识形态，它被视为波兰式的民族共产主义，试图将现实社会主义与民族主义融合；其特点还包括拥护天主教、强烈反对自由主义，并使用“香蕉左翼”一词来贬称社会自由派、出身特权阶层的左翼知识分子。与民族民主派类似，民族民主共产主义具有强烈的反西方和亲俄（亲苏）倾向，认为波兰主权和民族认同的真正威胁不是苏联，而是西方资本主义阵营。
民族民主共产主义的起源可追溯至1945年，当时部分被俘的民族民主派人士同意与波兰工人党合作。此后，博莱斯瓦夫·皮亚塞茨基领导的合作派民族民主派帮助人民波兰政府争取天主教会、民族主义者和极右翼群体的支持。1956年波兰十月事件发生后，波兰统一工人党当局为维持民众支持而接受民族共产主义路线，促成内政部长米奇斯瓦夫·莫查尔领导的“游击队派”在党内崛起，该派最终将民族民主共产主义整合为波兰统一工人党的主导意识形态之一。该派系的权力高峰出现在1968年波兰政治危机中，他们主导一场针对犹太侨民的“反锡安主义”运动。1982年，波兰统一工人党建立新的统一战线组织——民族复兴爱国运动，该组织继承民族民主共产主义意识形态，并由民族民主派人士扬·多布拉钦斯基担任主席。除民族复兴爱国运动，波兰统一工人党当局还建立“格伦瓦尔德爱国联盟”，该组织吸收民族布尔什维克分子，并从1981年持续运作至1995年。1989年波兰人民共和国瓦解后，民族民主共产主义倾向仍保留于部分社会主义与新民族民主派政党中，如波兰共和国自卫、X党、民族党、民族党“祖国”等。